# Dolmen de Trillol
Le dolmen de Trillol, aussi nommé Cabane des Maures, est un dolmen situé à Rouffiac-des-Corbières, dans le département français de l'Aude.

## Localisation
Le dolmen de Trillol est localisé sur une pente boisée, à environ 500 mètres d'altitude et à environ 200 mètres au-dessus du chemin menant de la ferme le Trillol à Montgaillard.

## Description
La chambre est de forme rectangulaire (1,84 m par 1 m). Elle est délimitée par une dalle de chevet (1,75 m par 0,95 m), deux orthostates côté droit  de respectivement (1,20 m par 1,88 m) et (0,80 m par 1,30 m) et un côté gauche (1,72 m sur 1,70 m). L'espace entre les deux dalles de supports du côté sud a été comblé avec un muret en pierres sèches. La dalle de couverture mesure 2,45 m par 2,42 m, avec une épaisseur moyenne de 40 cm. Le tumulus est de forme ovalaire (10 m sur 8,50 m). Toutes les dalles sont en grès incrusté de quartz d'origine locale.

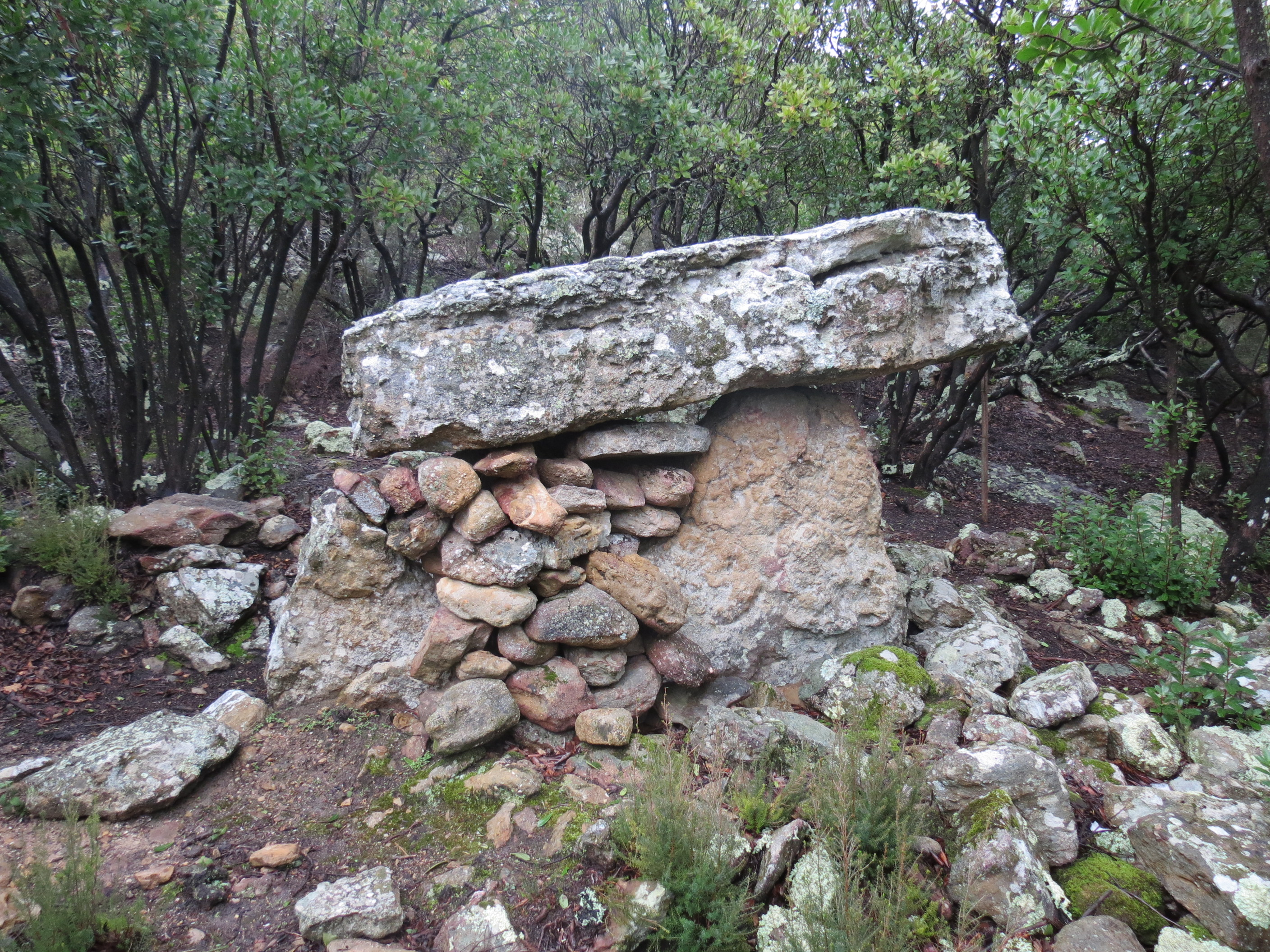
Vue du côté sud.
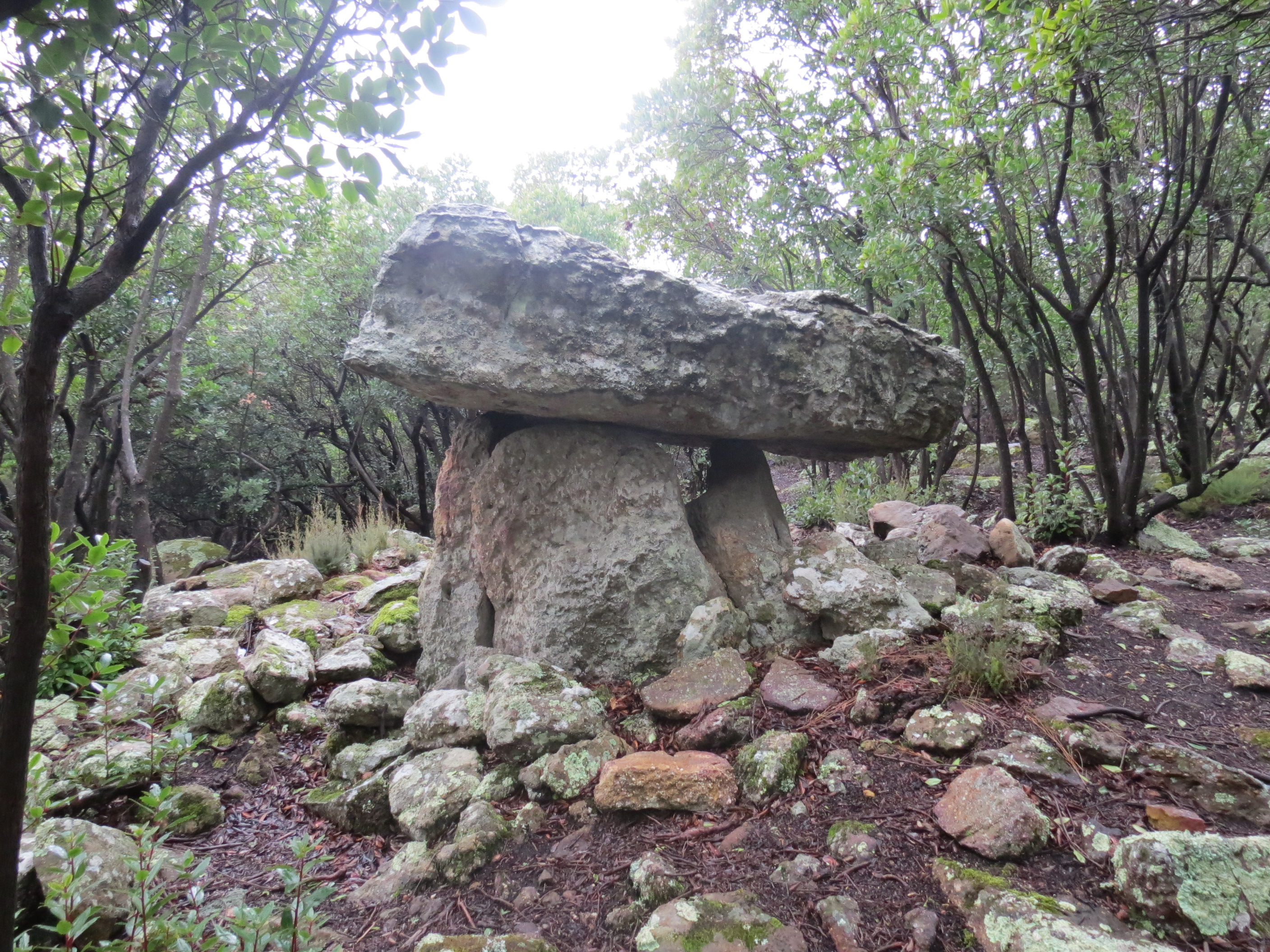
Vue depuis l'est, sur la dalle de support de fond.
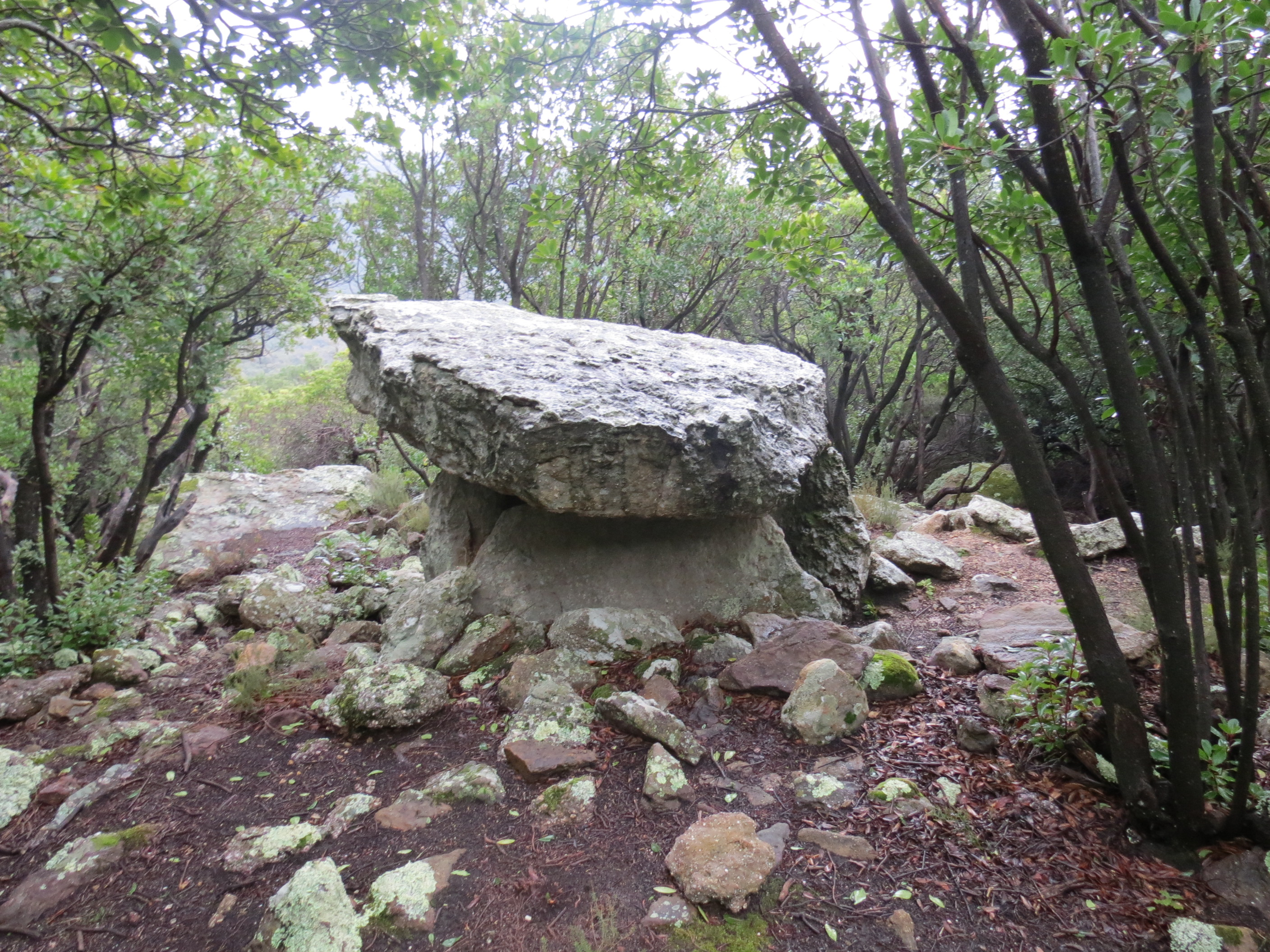
Vue du côté nord.
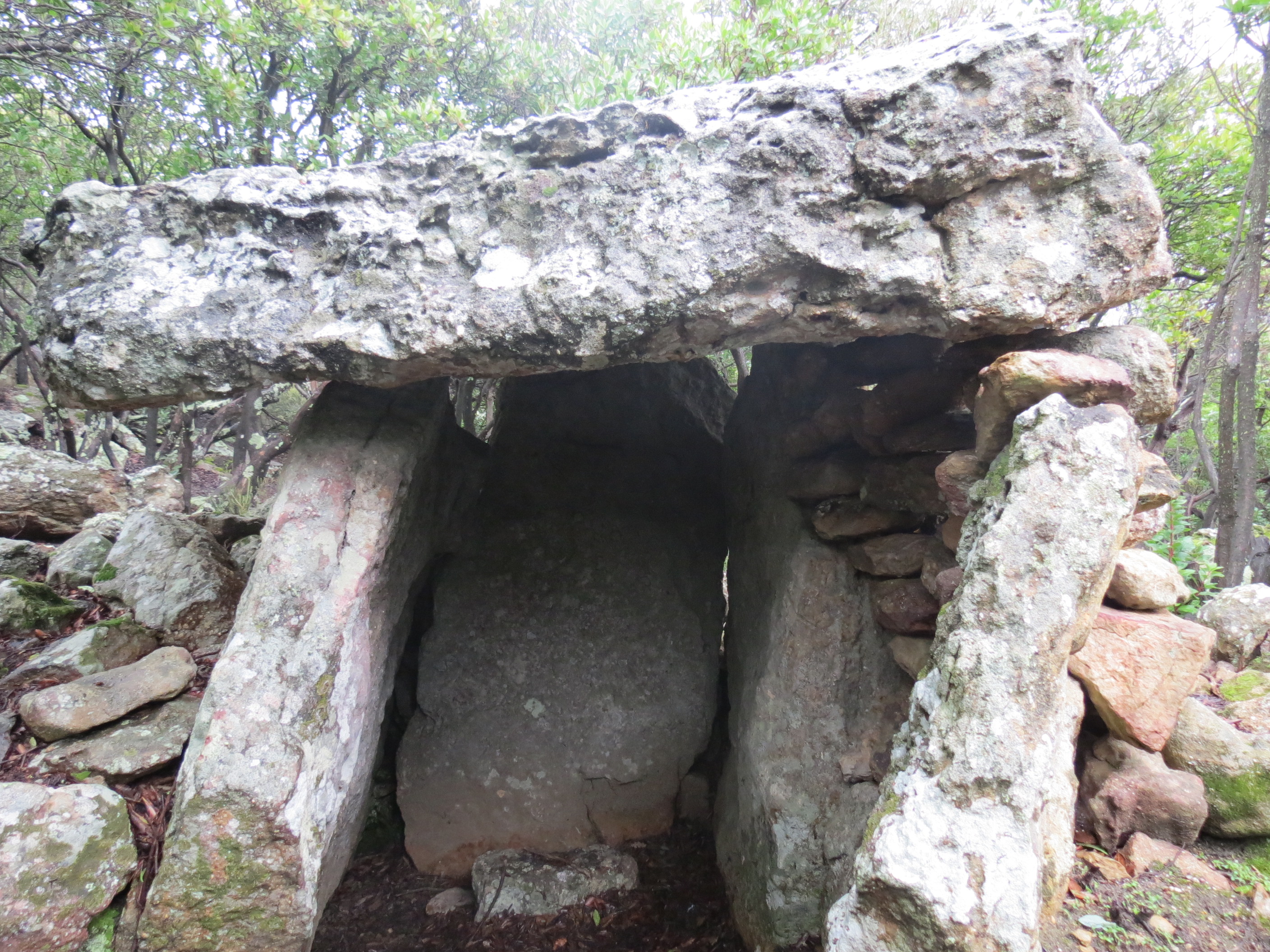
Vue rapprochée de la chambre.

Aucun matériel archéologique associé n'est connu, le dolmen a été vidé de son contenu par des fouilleurs clandestins.